# Choluteca (departement)
Choluteca is een departement van Honduras, gelegen in het uiterste zuiden van het land. De hoofdstad is de gelijknamige stad Choluteca.
Het departement bestrijkt een oppervlakte van 4360 km² en heeft 453.360 inwoners (2016).In 1991 waren dat er nog 309.000.
Er is een gelijknamige rivier die door het departement stroomt.

## Gemeenten
Het departement is ingedeeld in zestien gemeenten:
- Apacilagua
- Choluteca
- Concepción de María
- Duyure
- El Corpus
- El Triunfo
- Marcovia
- Morolica
- Namasigüe
- Orocuina
- Pespire
- San Antonio de Flores
- San Isidro
- San José
- San Marcos de Colón
- Santa Ana de Yusguare

Atlántida · Choluteca · Colón · Comayagua · Copán · Cortés · El Paraíso · Francisco Morazán · Gracias a Dios · Intibucá · Islas de la Bahía · La Paz · Lempira · Ocotepeque · Olancho · Santa Bárbara · Valle · Yoro